# He Yanwen
He Yanwen (xinès: 何燕雯)  (29 de setembre de 1966) és una exremadora xinesa que va competir sota bandera durant les dècades de 1980 i 1990.
El 1988 va prendre part en els Jocs Olímpics de Seül, on guanyà la medalla de bronze en la prova del vuit amb timoner del programa de rem. Quatre anys més tard, als Jocs de Barcelona, fou quarta en quatre sense timoner i cinquena en el vuit amb timoner del programa de rem. En el seu palmarès també destaca una medalla d'or als Jocs Asiàtics.